# Halowe Mistrzostwa Świata w Lekkoatletyce 1997 – pięciobój kobiet
Pięciobój kobiet – jedna z konkurencji rozgrywanych podczas halowych mistrzostw świata w lekkoatletyce w 1997.
Udział w tej konkurencji brało 12 zawodniczek z 10 państw. Wszystkie konkurencje (bieg 60 m przez płotki, skok wzwyż, pchnięcie kulą, skok w dal, bieg na 800 m) rozegrano 7 marca.
Zawody wygrała reprezentantka NIemiec Sabine Braun. Drugą pozycję zajęła rodaczka triumfatorki Mona Steigauf, trzecią zaś reprezentująca Stany Zjednoczone Kym Carter.

## Wyniki
Źródło: 
| Miejsce | Zawodniczka          | Państwo           | Konkurencje        | Konkurencje        | Konkurencje        | Konkurencje       | Konkurencje        | Wynik końcowy | Uwagi |
| Miejsce | Zawodniczka          | Państwo           | 60mH               | HJ                 | SP                 | LJ                | 800m               | Wynik końcowy | Uwagi |
| ------- | -------------------- | ----------------- | ------------------ | ------------------ | ------------------ | ----------------- | ------------------ | ------------- | ----- |
| 01 !    | Sabine Braun         | Niemcy            | 8,11 s (1104 pkt.) | 1,86 m (1054 pkt.) | 14,39 m (820 pkt.) | 6,40 m (975 pkt.) | 2:19,74 (827 pkt.) | 4780 pkt.     | WL    |
| 02 !    | Mona Steigauf        | Niemcy            | 8,23 s (1077 pkt.) | 1,83 m (1016 pkt.) | 12,98 m (726 pkt.) | 6,47 m (997 pkt.) | 2:17,00 (865 pkt.) | 4681 pkt.     | PB    |
| 03 !    | Kym Carter           | Stany Zjednoczone | 8,36 s (1048 pkt.) | 1,83 m (1016 pkt.) | 15,48 m (893 pkt.) | 5,68 m (753 pkt.) | 2:13,32 (917 pkt.) | 4627 pkt.     |       |
| 4.      | Urszula Włodarczyk   | Polska            | 8,40 s (1039 pkt.) | 1,83 m (1016 pkt.) | 14,23 m (809 pkt.) | 6,40 m (975 pkt.) | 2:18,26 (827 pkt.) | 4613 pkt.     | SB    |
| 5.      | Tatjana Gordiejewa   | Rosja             | 8,79 s (954 pkt.)  | 1,92 m (1132 pkt.) | 13,55 m (764 pkt.) | 6,10 m (880 pkt.) | 2:18,40 (845 pkt.) | 4575 pkt.     |       |
| 6.      | Eunice Barber        | Sierra Leone      | 8,39 s (1041 pkt.) | 1,80 m (978 pkt.)  | 13,05 m (731 pkt.) | 6,35 m (959 pkt.) | 2:18,17 (849 pkt.) | 4558 pkt.     | PB    |
| 7.      | DeDee Nathan         | Stany Zjednoczone | 8,61 s (993 pkt.)  | 1,83 m (1016 pkt.) | 14,22 m (809 pkt.) | 6,09 m (877 pkt.) | 2:20,43 (818 pkt.) | 4513 pkt.     |       |
| 8.      | Marie Collonvillé    | Francja           | 8,78 s (956 pkt.)  | 1,77 m (941 pkt.)  | 11,78 m (647 pkt.) | 5,78 m (783 pkt.) | 2:14,62 (898 pkt.) | 4225 pkt.     |       |
| 9.      | Karin Periginelli    | Włochy            | 8,67 s (980 pkt.)  | 1,68 m (830 pkt.)  | 12,67 m (706 pkt.) | 5,87 m (810 pkt.) | 2:14,69 (897 pkt.) | 4223 pkt.     |       |
| 10.     | Swietłana Kazanina   | Kazachstan        | 9,23 s (862 pkt.)  | 1,80 m (978 pkt.)  | 12,18 m (673 pkt.) | 5,94 m (831 pkt.) | 2:16,46 (872 pkt.) | 4216 pkt.     |       |
| –       | Tiia Hautala         | Finlandia         | 8,47 s (1024 pkt.) | 1,74 m (903 pkt.)  | 13,31 m (748 pkt.) | 5,80 m (789 pkt.) | –                  | DNF           |       |
| –       | Remigija Nazarovienė | Litwa             | 8,20 s (1084 pkt.) | 1,80 m (978 pkt.)  | 13,81 m (781 pkt.) | NM                | –                  | DNF           |       |